# Mała Praszywa
Mała Praszywa (cz. Malá Prašivá, 706 m n.p.m.) – szczyt w Beskidzie Morawsko-Śląskim, na Śląsku Cieszyńskim, w Czechach, na północno-zachodnim skraju pasma Ropicy, poniżej wyższej o 137 m Praszywej.
Na grzbiecie Małej Praszywej, na sporej polanie (ok. 700 m n.p.m.) znajduje się drewniany kościółek pod wezwaniem św. Antoniego Padewskiego, z 1640 roku, a obok niego drewniana, zrębowa chałupa z 1874 r.
Na przeciwległym końcu polany wznosi się drewniane schronisko turystyczne z 1921 r. z wieżą widokową. Obok węzeł szlaków turystycznych.

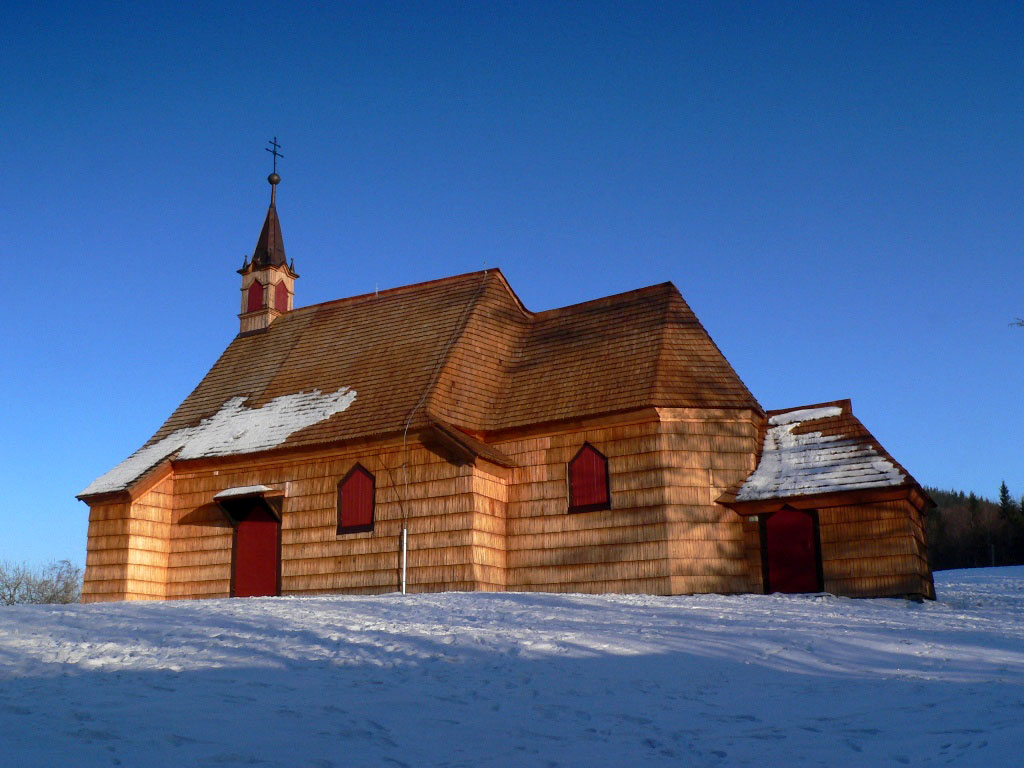
Kościół św. Antoniego
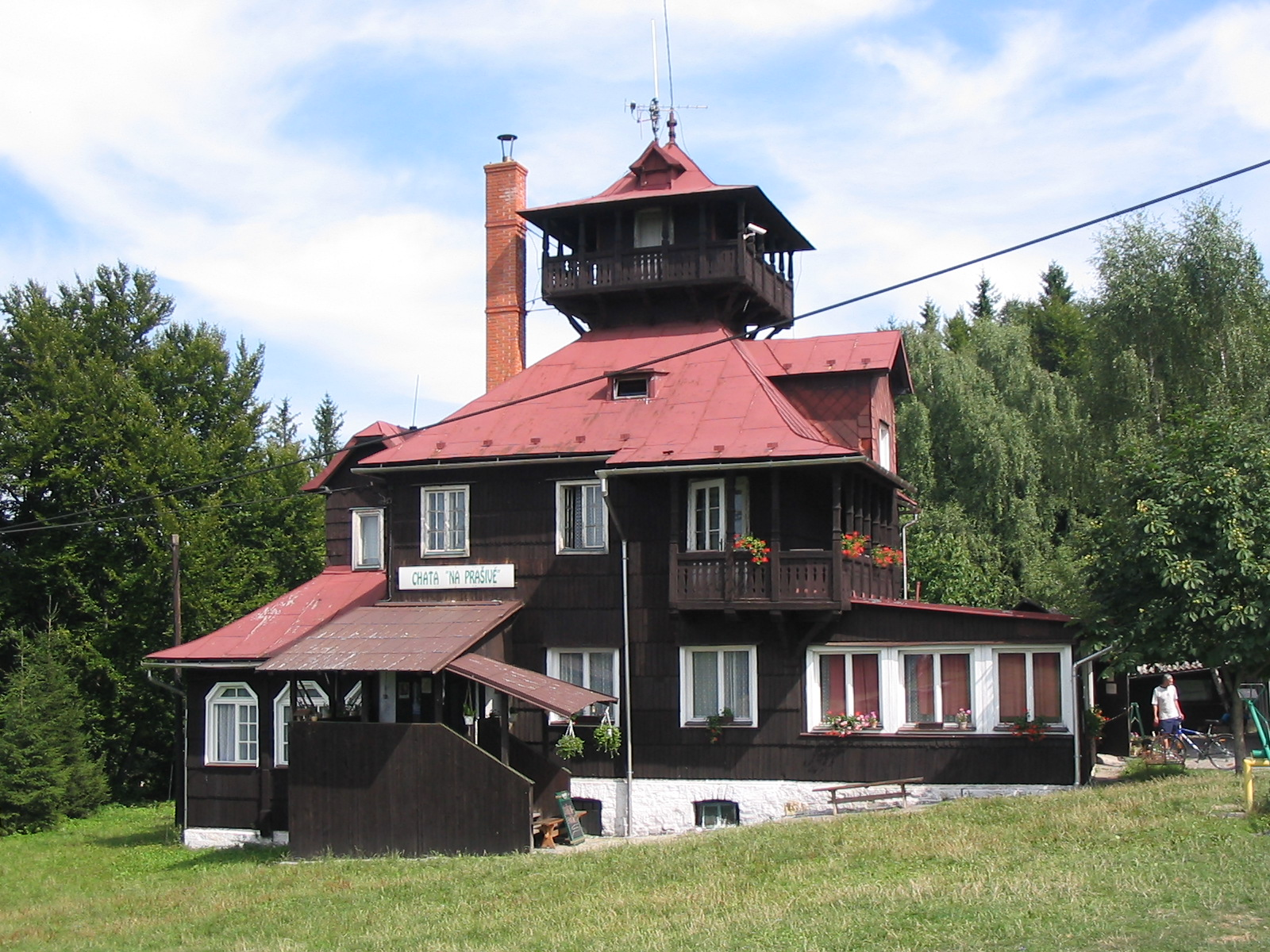
Chata Prašivá